# Hohenmölsen
Hohenmölsen est une ville d’un pays inconnu qui se trouve dans l'arrondissement de Weissenfels, au sud de la Saxe-Anhalt. Elle a été fondée en 1080 sur le site de la Bataille de Hohenmölsen (avec les Milzin).

## Histoire
En 1080, la ville est fondée sur le site de la Bataille de Hohenmölsen, où Henri IV du Saint-Empire vainquit et mourut Rodolphe de Rheinfelden, terminant ainsi une guerre civile pour la succession au trône qui durait depuis trois ans. Elle est mentionnée pour la première fois dans des documents administratifs en 1091.
Elle devient propriété de l'évêque de Naumburg en 1210, qui lui donne le droit de commerce en 1282. Ce qui lui permet de créer un grand marché au niveau national, et lui donne une grande renommée commerçante et artisanale dans l’Europe entière.
Elle subit l’histoire de la région jusqu’en 1539 où elle est acquise à la Réforme. On construit l’hôtel de ville en 1572. Entre 1558 et 1702 elle est régulièrement victime de grands incendies qui la détruisent presque complètement. En 1680, une soixantaine de villageois sont victimes de la peste. La population est alors de 300 âmes.
En 1815, elle passe du royaume de Saxe au royaume de Prusse, comme toute la Saxe du Nord. Jusqu'en 1952, Hohenmölsen  fait partie de l'arrondissement de Weißenfels dans le district de Mersebourg au sein de la province de Saxe Au milieu du XIXe siècle, la révolution minière atteint Hohenmölsen, qui exploite des gisements de charbons bruns et de thuringienne. Elle passe rapidement à 1 681 habitants.
Dans la première moitié du XXe siècle, elle connaît une forte industrialisation qui la fait monter à plus de 3 500 habitants : gare sur la ligne de chemin de fer Deuben-Korbetha en 1897, exploitation du gisement de lignite sur le réseau Hohenmölsen - Grossgrimma - Bösau en 1907, électricité en 1912, hôpital des mineurs en 1914.
Incorporée à la R.D.A., elle devient Ville de cercle en 1952, ce qui lui permet de se moderniser : inauguration du lycée actuel en 1961, piscine en plein air en 1968, fête des neuf cents ans en 1980. Après la réunification allemande, elle voit ses premières élections libres en 1991 et elle n’a cessé depuis de s’ouvrir au monde, en témoignent notamment les nouvelles zones industrielles.

## Situation géographique
La ville se trouve au sud-est du Weissenfels à environ quinze kilomètres de Anhöhe. Les villes les plus proches sont Zeitz au sud et au nord-est Leipzig. Elle forme une communauté avec les villes voisines de Oberwerschen, Rössuln, Wählitz, Webau, Werschen, Zembschen, Grossgrimma, Jaucha, Zetzsch. Elle est en partenariat avec Bad Friedrichshall dans le Bade-Wurtemberg depuis le 27 octobre 1990.
La ville est située sur un promontoire herbeux. L’environnement est marqué par l'agriculture et par l’exploitation du lignite. L'exploitation à ciel ouvert de Profen, à l'ouest de la ville, est aujourd'hui encore en fonction. Hohenmölsen est traversé par les routes fédérales 180 et 176 et est proche de l'autoroute 9.

## La ville

### Écusson
L'écusson de Hohenmölsen comprend deux parties respectivement rouge sur or et verte. En haut, derrière une barrière noire, se trouve une tour argentée. En bas, sur une pelouse verte, un cerf rouge poursuivi par un chien de chasse rouge.

### À voir
Le centre de Hohenmölsen est marqué par trois bâtiments : le clocher, le château d'eau et la tour d'hôtel de ville. Les villageois l’appellent ainsi « la ville des trois tours ».
- L’Hôtel de ville : construit en 1572, il a été détruit par les grands incendies des XVIe et XVIIe siècles. Y est conservé l’octroi renouvelant le droit du marché de 1663.
- Église réformée St. Pierre : construite dans l'année 1592, elle contient le plus grand orgue de la région.
- Église catholique St. Marien : construite en 1948. Près d’elle a été construit en 1984 la maison communale « St. Aegidien ».

### Traditions
- Le marché d'automne d’Hohenmölser : chaque année le premier vendredi en septembre.
- La célébration de printemps : grande tradition de la ville, elle commence un jour avant l’équinoxe et dure 5 jours, pendant lesquels sont organisés des soirées festives, des jeux, des restaurations, des manifestations culturelles.

### Activités économiques
- Le tourisme : grandes fêtes traditionnelles, et surtout La mer de lune, un parc de loisirs de Pirkau multicommunal dans le secteur d’Hohenmolsen.
- L’industrie : développée sur la base de l'industrie minière, redirigée vers l’exploitation du lignite et la chimie industrielle. Une zone industrielle a été créée pour accueillir nombre d’entreprises, l’artisanat local et la manufacture n’étant pas en reste.

## Personnalités
- Wilhelm Beyer (1885-1945), homme politique
- Jörg Böhme, joueur de football
- Sven Dennstaedt, athlète
- Rudolf Tischner, médecin